# Noćna paunčad
Noćna paunčad (Saturniidae) je porodica noćnih leptira koji na krilima imaju pjegu poput oka. 
Česti su u tropskim krajevima. Među njih ubraja se najveći leptir na Zemlji Attacus atlas iz Indije i Kine, raspona krila do 30 cm i najveći leptir u Hrvatskoj, veliko noćno paunče (Saturnia pyri) s rasponom krila od 12 do 15 cm.